# Карасаев, Кусеин
Кусеин Карасаев (кирг. Кусейн Карасай уулу; 5 января 1901, Кен-Суу, Кенсуйская волость, Каракольский уезд, Семиреченская область, Российская империя (ныне Тюпский район Иссык-Кульской области Кыргызстана) —1998) — киргизский и советский лингвист, лексикограф, педагог, литературовед, фольклорист, тюрколог. Кандидат филологических наук (1944), профессор (1966), заслуженный деятель науки Кыргызской Республики (1992). Почётный академик Национальной академии наук Кыргызстана. Лауреат государственной премии имени Касыма Тыныстанова.

## Биография
В 1914—1916 годах учился в русской — туземной школе в г. Пржевальске. После трагедии 1916 года вместе с семьёй бежал в Китай.
Работал пастухом. В 1921 году вернулся на родину, в 1923—1924 годах работал в селе Токтоян.
В 1925 году отправился в Ташкент, где поступил на учёбу в Среднеазиатский государственный университет, после его окончания работал в Ташкенте в первой киргизской газете.
С 1924 по 1925 год преподавал в Среднеазиатском государственном университете на рабочем факультете, был членом Среднеазиатского бюро переводчиков и рецензентов ЦК партии.
В 1926 году участвовал в написании книги «Жаңылык», направленной на борьбу с неграмотностью среди киргизов.
В 1927 году принял участие в пленуме по вопросу внедрения нового турецкого алфавита в Баку (Азербайджан). Оставил учёбу в Ташкенте для дальнейшего обучения и в 1928 году поступил в тюркологическую семинарию при Ленинградском восточном институте. Преподавал лингвистику в институте.
В 1931 году успешно окончил институт восточных языков им. А.Енукидзе в Ленинграде и переехал во Фрунзе на работу в Литературном институте Киргизии. Начал собирать фольклор.
С 1931 по 1940 год работал научным сотрудником Киргизского научно-исследовательского института культурного строительства (КирНИКС; позже Института языка, литературы, затем Институт языка, литературы и исторических исследований).
В том же году написал и опубликовал инструкции по сбору образцов народной литературы. Организовал запись эпоса «Манас». Позже был приглашён в Москву для консультаций по изучению эпоса «Манас».
После начала Великой Отечественной войны в 1941 году, получил «бронь» и в армию не призывался.
В 1944 г. защитил кандидатскую диссертацию, написал несколько книг. Совместно с тюркологом К. К. Юдахиным составил Русско-киргизский словарь (1944). Член КПСС с 1946 года. С 1951 по 1974 год — преподаватель Киргизского государственного университета.

## Избранные труды
- Русско-киргизский словарь (совместно с И. А. Батмановым). — Фрунзе-Казань, 1938.
- Русско-киргизский словарь (совместно с Я. Шукуровым, К. Юдахиным), — М., 1944.
- Орфографический словарь (совместно с Ю. Яншансиным), — Фрунзе, 1956.
- Орфографический словарь киргизского языка. — Фрунзе, 1966.
- Двойные слова (совместно с А. Карасаевой) — Фрунзе, 1971.
- Семантика падежей в киргизском языке, Трудовой институт языка и литературы, т.1. — Фрунзе, 1944.
- Пословицы
- «Ассимилированные слова»
- О системе построения киргизских песен, «Советский Кыргызстан», № 1. 1946.
- Перевел книгу О. Сыдыкова «История киргизской шадмании».

## Награды
- Орден «Манас» I степени (1997)[2].
- Орден Красного Знамени.
- Заслуженный деятель науки Кыргызстана (1992)[3].
- Памятная золотая медаль «Манас-1000» (1995)[4]
- Международная премия «Даанышман».
- Государственная премия Кыргызстана.

## Память
- На берегу озера Иссык-Куль сооружён памятник и мемориальный комплекс К. Карасаеву.
- В честь К. Карасаева назван Бишкекский гуманитарный университет
- В честь К. Карасаева назван Киргизско-турецкий лицей в Караколе.